# 침묵의 게임
《침묵의 게임》(영어: Game of Silence)은 미국 NBC 채널에서 2016년 , 원작의 제작진이 일부 참여하였다. 한 시즌을 방영하고 캔슬되었다.

## 출연진

### 주역
- 데이비드 라이언스 - 잭슨 브룩스
- 마이클 레이먼드제임스 - 길 해리스
- 라런즈 테이트 - 숀 쿡
- 브리 블레어 - 제시 웨스트
- 코너 오패럴 - 워든 로이 캐럴
- 디드리 헨리 - 리즈 윈터스 형사
- 디미트리어스 그로스 - 테리 보시
- 클레어 밴더붐 - 머리나 네이글
- 데릭 필립스 - 게리 "부츠" 놀런

### 조역
- 셰리 스트링필드 - 캐런 개릿
- 브리트니 우오몰레알레 - 조시 개릿
- 켈리 프라이 - 크리스티 시먼스
- 에즈라 듀이 - 제이크 시먼스
- 데클란 훼일리 - 데이비드 시먼스
- 맷 코언 - 라이언 개릿